# Liste der Biografien/Pul
Liste der Biografien |
Portal Biografien |
Personensuche
# |
A |
B |
C |
D |
E |
F |
G |
H |
I |
J |
K |
L |
M |
N |
O |
P |
Q |
R |
S |
T |
U |
V |
W |
X |
Y |
Z |
?
 
Pa |
Pc |
Pe |
Pf |
Ph |
Pi |
Pj |
Pk |
Pl |
Pm |
Pn |
Po |
Pr |
Ps |
Pt |
Pu |
Pv |
Pw |
Py
 
Pua |
Pub |
Puc |
Pud |
Pue |
Puf |
Pug |
Puh |
Pui |
Puj |
Puk |
Pul |
Pum |
Pun |
Puo |
Pup |
Pur |
Pus |
Put |
Puu |
Puv |
Puy |
Puz
Die Liste der Biografien führt alle Personen auf, die in der deutschsprachigen Wikipedia einen Artikel haben. Dieses ist eine Teilliste mit 263 Einträgen von Personen, deren Namen mit den Buchstaben „Pul“ beginnt.

## Pul
- Pul, Kalikho (1969–2016), indischer Politiker

### Pula
- Pula, James S. (* 1946), US-amerikanischer Historiker
- Pulai, Imre (* 1967), ungarischer Kanute
- Pulaj, Ardi (* 1981), albanischer Journalist, Nachrichtensprecher und Drehbuchautor
- Pulakesi II. († 642), König der Dynastie der Chalukya
- Pulaku, Hysen (* 1992), albanischer Gewichtheber
- Pulaski, Edward (1868–1931), US-amerikanischer Feuerwehrmann und Ranger des U.S. Forest Service
- Pułaski, Józef (1704–1769), Starost von Warka, Mitgründer der Konföderation von Bar
- Pułaski, Kazimierz (1745–1779), polnischer Adliger, Politiker und Soldat; Anführer der Konföderation von Bar und General im Amerikanischen UnabhängigkeitskriegKazimierz Pułaski (1745–1779)

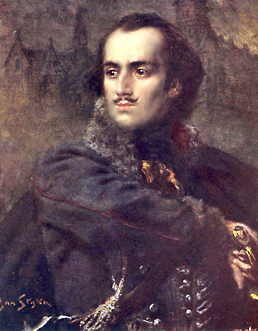
Kazimierz Pułaski (1745–1779)

- Pulatow, Timur Ischakowitsch (* 1939), russischer Schriftsteller
- Pulauskas, Dainius (* 1960), litauischer Jazzmusiker (Piano, Keyboard, Komposition)
- Puławska, Anna (* 1996), polnische Kanutin
- Pulawski, Wojciech J. (* 1931), polnisch-US-amerikanischer Entomologe
- Puławski, Zygmunt (1901–1931), polnischer Flugzeugkonstrukteur und Pilot
- Pulay, Peter (* 1941), ungarisch-US-amerikanischer Chemiker

### Pulc
- Pulcer, Petr (* 1985), tschechischer Naturbahnrodler
- Pulch, Monika (* 1949), deutsche Florettfechterin
- Pulch, Otto Rudolf (1921–2006), deutscher Jurist und Politiker (FDP), MdL
- Pulchartová, Laetitia (* 2001), tschechische Tennisspielerin
- Pulcheria, Aelia (399–453), Regentin des oströmischen ReichesAelia Pulcheria (399–453)

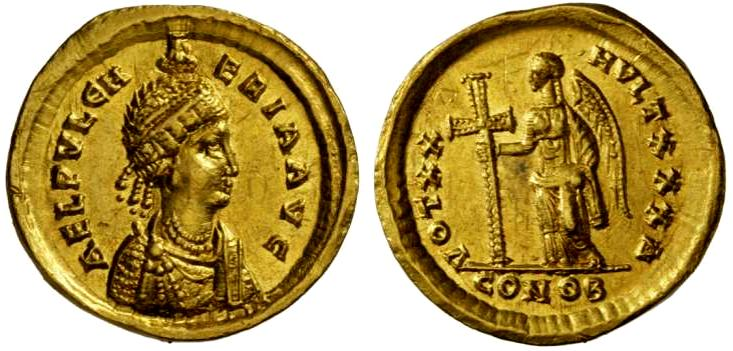
Aelia Pulcheria (399–453)

- Pulci, Luigi (1432–1484), italienischer Dichter, der von Lorenzo de’ Medici gefördert wurde
- Pulci, Tonino (1947–2012), italienischer Schauspieler, Filmregisseur und Drehbuchautor
- Pulciano, Edoardo (1852–1911), italienischer römisch-katholischer Geistlicher und Erzbischof von Genua
- Pulcini, Elena (1950–2021), italienische Sozialphilosophin
- Pulcini, Leonardo (* 1998), italienischer Automobilrennfahrer
- Pulcini, Robert (* 1964), US-amerikanischer Filmregisseur, Drehbuchautor und Filmeditor
- Pulcrano, Enzo (1943–1992), italienischer Schauspieler

### Pule
- Pulec, Zdeněk (1936–2010), tschechischer Posaunist (Klassik, Jazz)
- Puleo, Chuck (* 1972), amerikanischer Dartspieler
- Puleo, Joe (* 1942), US-amerikanischer Gewichtheber
- Pulew, Kubrat (* 1981), bulgarischer BoxerKubrat Pulew (* 1981)

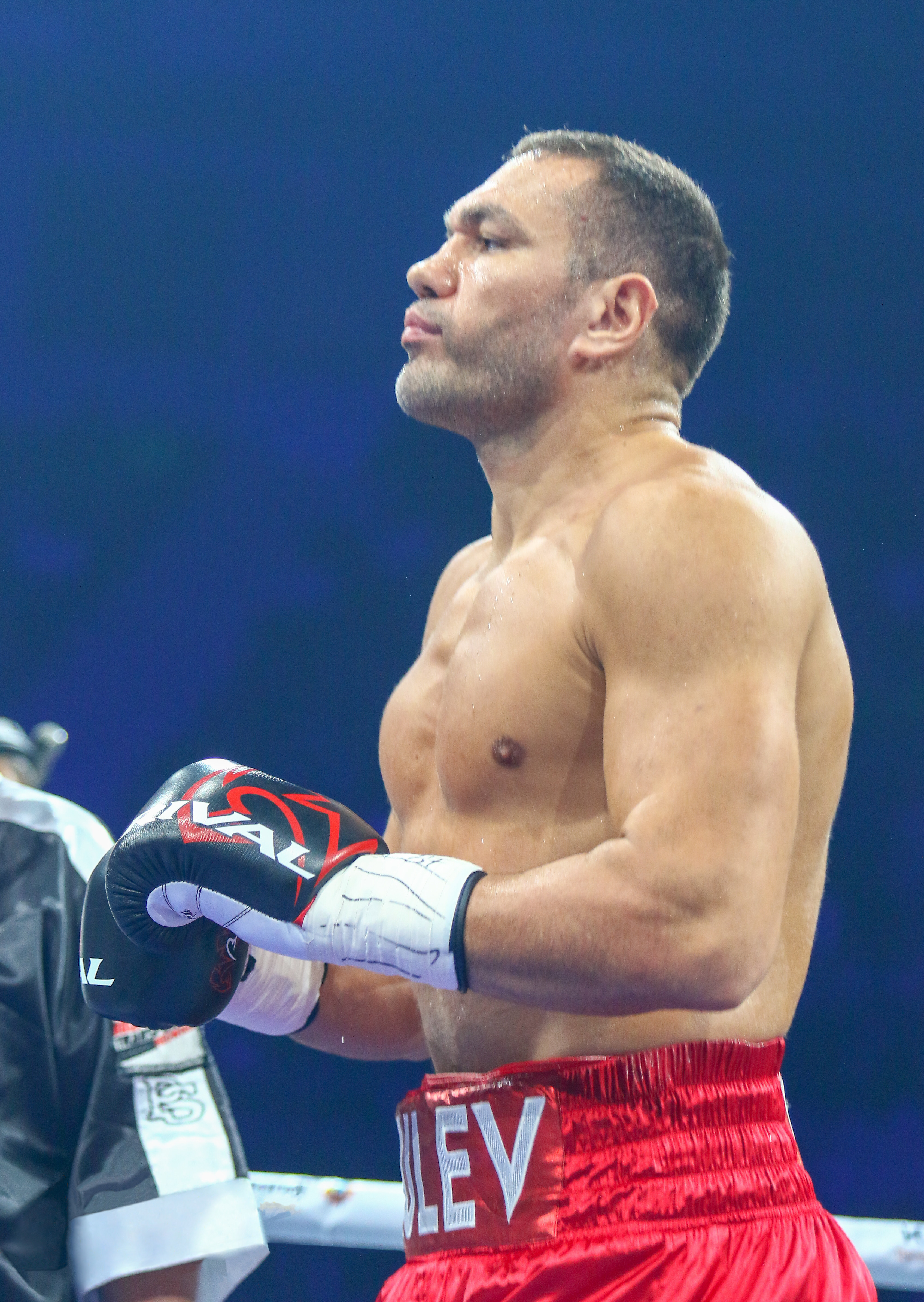
Kubrat Pulew (* 1981)

- Pulew, Terwel (* 1983), bulgarischer Boxer
- Pulewka, Lotte (1893–1966), deutsche Sozialistin
- Pulewka, Paul (1896–1989), deutscher Pharmakologe

### Pulf
- Pulfer, René (* 1949), Schweizer Videokünstler, Verleger, Kurator und Kunstlehrer
- Pulfer, Rudolf (1873–1921), Schweizer Forstwissenschaftler
- Pulford, Andrew (* 1958), britischer Air Chief Marshal
- Pulford, Bob (* 1936), kanadischer Eishockeyspieler
- Pulfrich, Carl (1858–1927), deutscher Physiker und Optiker
- Pulfrich, Silvia (* 1978), deutsche Schwimmerin

### Pulg
- Pulga, Ivo (* 1964), italienischer Fußballspieler und -trainer
- Pulgar Vidal, Francisco (1929–2012), peruanischer Komponist
- Pulgar Vidal, Javier (1911–2003), peruanischer Geograph
- Pulgar, Ángel (* 1989), venezolanischer Radrennfahrer
- Pulgar, Erick (* 1994), chilenischer Fußballspieler
- Pulgar, Fernando del, Sekretär an iberischen Königshöfen, Botschafter und Chronist
- Pülgir, Ethem (* 1993), türkischer Fußballspieler
- Pulgram, Ernst (1915–2005), US-amerikanisch-österreichischer Indogermanist, Romanist und Linguist

### Pulh
- Pulhac, Cristian (* 1984), rumänischer Fußballspieler
- Pulham, James (1820–1898), britischer Gärtner, Fabrikant und Erfinder
- Pulheim, Edmund (* 1903), deutscher Fußball-Funktionär
- Pulheim, Georg (1915–1996), deutscher Ringer

### Puli
- Puliaev, Alexander (* 1962), russisch-deutscher Cembalist
- Pulian, Gottfried (1809–1875), deutscher Architektur- und Landschaftsmaler
- Pulici, Paolino (* 1950), italienischer Fußballspieler
- Pulickal, Jose (* 1964), indischer syro-malabarischer Geistlicher und Bischof von Kanjirapally
- Pulido Arriero, Jesús (* 1965), spanischer Geistlicher, römisch-katholischer Bischof von Coria-Cáceres
- Pulido Méndez, José Rafael (1907–1972), venezolanischer Geistlicher
- Pulido Serrano, Samuel (* 1983), spanischer Biathlet
- Pulido, Alan (* 1991), mexikanischer Fußballspieler
- Pulido, Brian (* 1961), US-amerikanischer Comicautor und Filmproduzent
- Pulido, Daniela (* 2000), mexikanische Fußballspielerin
- Pulido, Felipe (* 1970), mexikanisch-US-amerikanischer römisch-katholischer Geistlicher, Weihbischof in San Diego
- Pulido, Gisela (* 1994), spanische Kitesurferin
- Pulido, Héctor (1942–2022), mexikanischer Fußballspieler
- Pulido, Jorge (* 1991), spanischer Fußballspieler
- Pulido, Juan (1891–1972), spanischer Sänger und Schauspieler
- Pulido, Rubén Martín (* 1979), spanischer Fußballspieler
- Pulido, Sonia (* 1973), spanische Illustratorin und Comic-Zeichnerin
- Puliè, Giuseppe (* 1964), italienischer Skilangläufer
- Pulieri, Giuseppe, italienischer ehemaliger Drehbuchautor und Filmregisseur
- Puliga, Orazio Satta (1910–1974), italienischer Ingenieur
- Pulikkalakath, Mohammed Afsal (* 1996), indischer Mittelstreckenläufer
- Pūliņa, Inga (* 1979), lettische Beachvolleyballspielerin
- Pulis, Adrian (* 1979), maltesischer Fußballspieler
- Pulis, Tony (* 1958), walisischer Fußballspieler und -trainer
- Pulisic, Christian (* 1998), US-amerikanischer FußballspielerChristian Pulisic (* 1998)

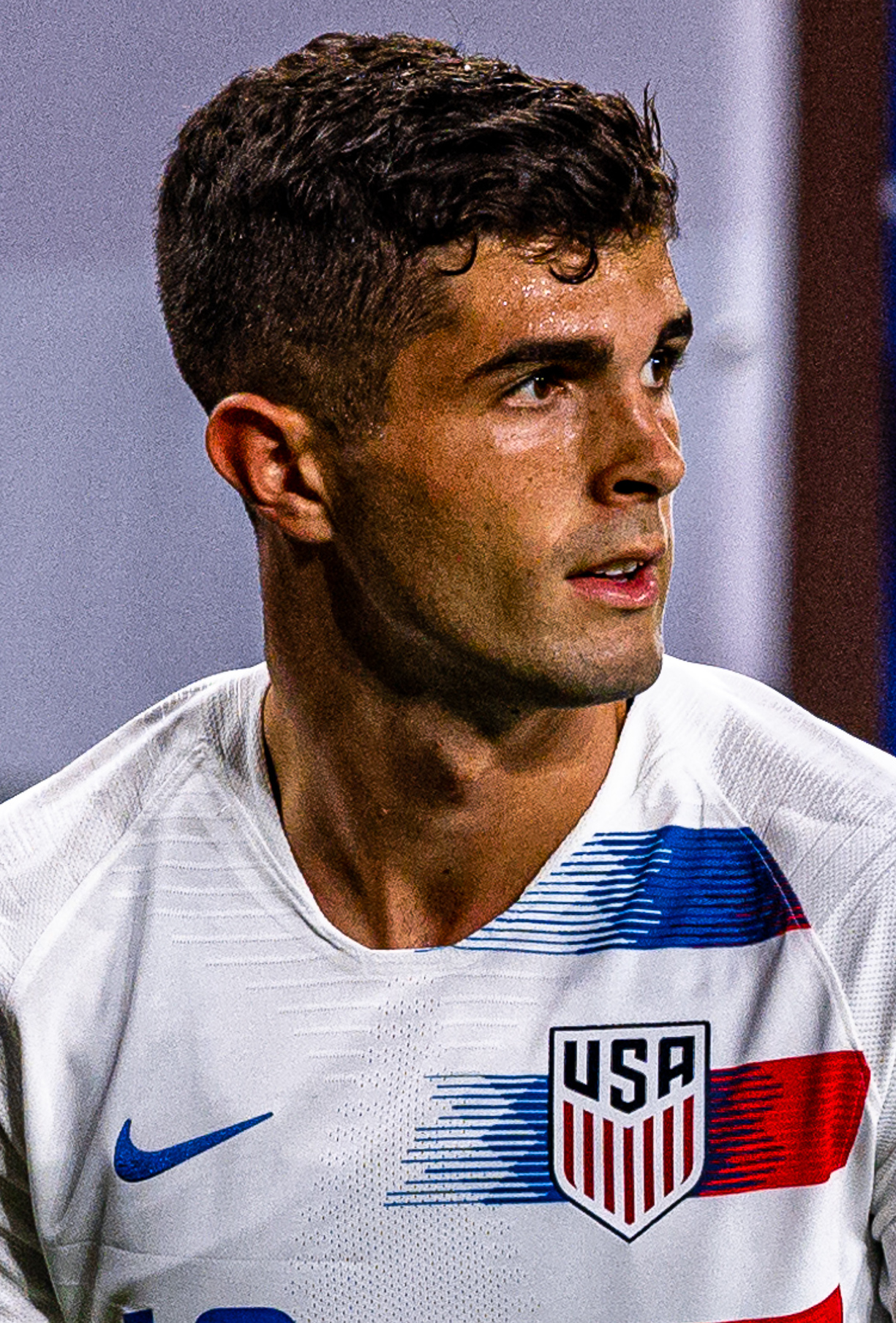
Christian Pulisic (* 1998)

- Puliti, Oreste (1891–1958), italienischer Florett- und Säbelfechter
- Pulitzer, Joseph (1847–1911), US-amerikanischer Journalist und HerausgeberJoseph Pulitzer (1847–1911)

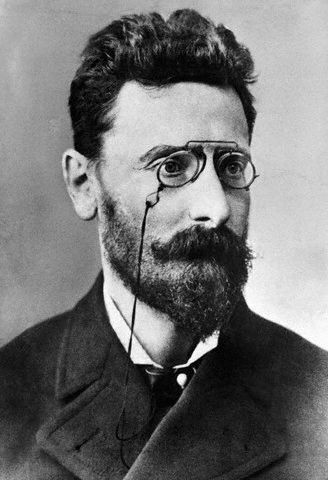
Joseph Pulitzer (1847–1911)

- Pulitzer, Lilly (1931–2013), US-amerikanische Modeschöpferin und Designerin
- Pulitzer, Lisa (* 1964), amerikanische Buchautorin und Journalistin

### Pulj
- Puljajew, Michail Sergejewitsch (* 1987), russischer Judoka
- Puljezević, Nenad (* 1973), serbisch-ungarischer Handballspieler
- Puljić, Iris (* 1979), kroatische Fußballspielerin
- Puljic, Madeleine (* 1986), österreichische Schriftstellerin
- Puljić, Tomislav (* 1983), kroatischer Fußballspieler
- Puljić, Vinko (* 1945), bosnisch-herzegowinischer Geistlicher, emeritierter römisch-katholischer Erzbischof von Sarajevo und Kardinal
- Puljić, Želimir (* 1947), bosnischer Geistlicher, römisch-katholischer Bischof von Dubrovnik, emeritierter Erzbischof von Zadar
- Puljiz, Ivana (* 1987), deutsche Vorderasiatische Archäologin
- Puljiz, Jurica (* 1979), kroatischer Fußballspieler
- Puljujärvi, Jesse (* 1998), finnisch-schwedischer Eishockeyspieler

### Pulk
- Pulk, Bruce (* 1950), US-amerikanischer Paukist
- Pulkava, Přibík, böhmischer Chronist
- Pulkinen, Camden (* 2000), US-amerikanischer Eiskunstläufer
- Pulkkanen, Venla (* 2002), finnische Hochspringerin
- Pulkkinen, Aino (* 1998), finnische Sprinterin
- Pulkkinen, Kati (* 1975), finnische Skilangläuferin
- Pulkkinen, Riikka (* 1980), finnische Schriftstellerin
- Pulkkinen, Teemu (* 1992), finnischer Eishockeyspieler
- Pulkowska, Natalja (* 1988), ukrainische Ringerin
- Pulkrab, Matěj (* 1997), tschechischer Fußballspieler

### Pull
- Püll, Franz (1927–2019), deutscher Politiker (CDU), MdL
- Pull, Hans-Peter (* 1953), deutscher Sportreporter
- Püll, Theo (1936–2023), deutscher Leichtathlet
- Pullacher, Ruprecht († 1563), habsburgisch-böhmischer Münzmeister
- Pullai, Árpád (1925–2015), ungarischer Politiker
- Pullam, Zac (* 2001), US-amerikanischer Schauspieler
- Pullamsetti, Soni (* 1976), indische Mikrobiologin, Lungenforscherin und Hochschullehrerin
- Pullan, David (* 1962), australischer Schauspieler in Film, Fernsehen und Theater
- Pullar, Dean (* 1973), australischer Wasserspringer
- Pullar, Geoff (1935–2014), englischer Cricketspieler
- Pullara, Frank († 2019), US-amerikanischer Jazzmusiker
- Pullat, Raimo (* 1935), estnischer Historiker
- Pulle, August Adriaan (1878–1955), niederländischer Botaniker, Professor für Botanik und Direktor des Botanischen Gartens der Universität Utrecht
- Pullen, Annette (* 1974), deutsche Theaterregisseurin
- Pullen, Clive (* 1994), jamaikanischer Weitspringer
- Pullen, Don (1941–1995), US-amerikanischer Jazz-Pianist
- Pullen, Liam (* 2005), englischer Snookerspieler
- Pullen, Melanie Clark (1975–2022), irische Schauspielerin
- Pullen, Mieke (1957–2003), niederländische Marathonläuferin
- Pullen, Sidney (1895–1950), brasilianischer Fußballnationalspieler
- Püllen, Theodor (1871–1931), deutscher Vizeadmiral
- Pullen, Wayne (* 1945), kanadischer Bogenschütze
- Pullen, William (1917–2008), US-amerikanischer Schauspieler und Lehrer
- Püllenberg, Albert (1913–1991), deutscher Raketen-Pionier
- Püllenberg, Johann (1790–1856), deutscher römisch-katholischer Theologe und Philosoph
- Pullens, Vern († 2001), US-amerikanischer Rockabilly-Musiker
- Püller, Der, deutscher Minnesänger
- Püller, Franziska (* 1950), österreichische Pädagogin
- Puller, Ingrid (* 1961), österreichische Politikerin (Grüne)
- Puller, Lewis B. (1898–1971), Lieutenant General des US Marine Corps, höchstdekorierter US MarineLewis B. Puller (1898–1971)

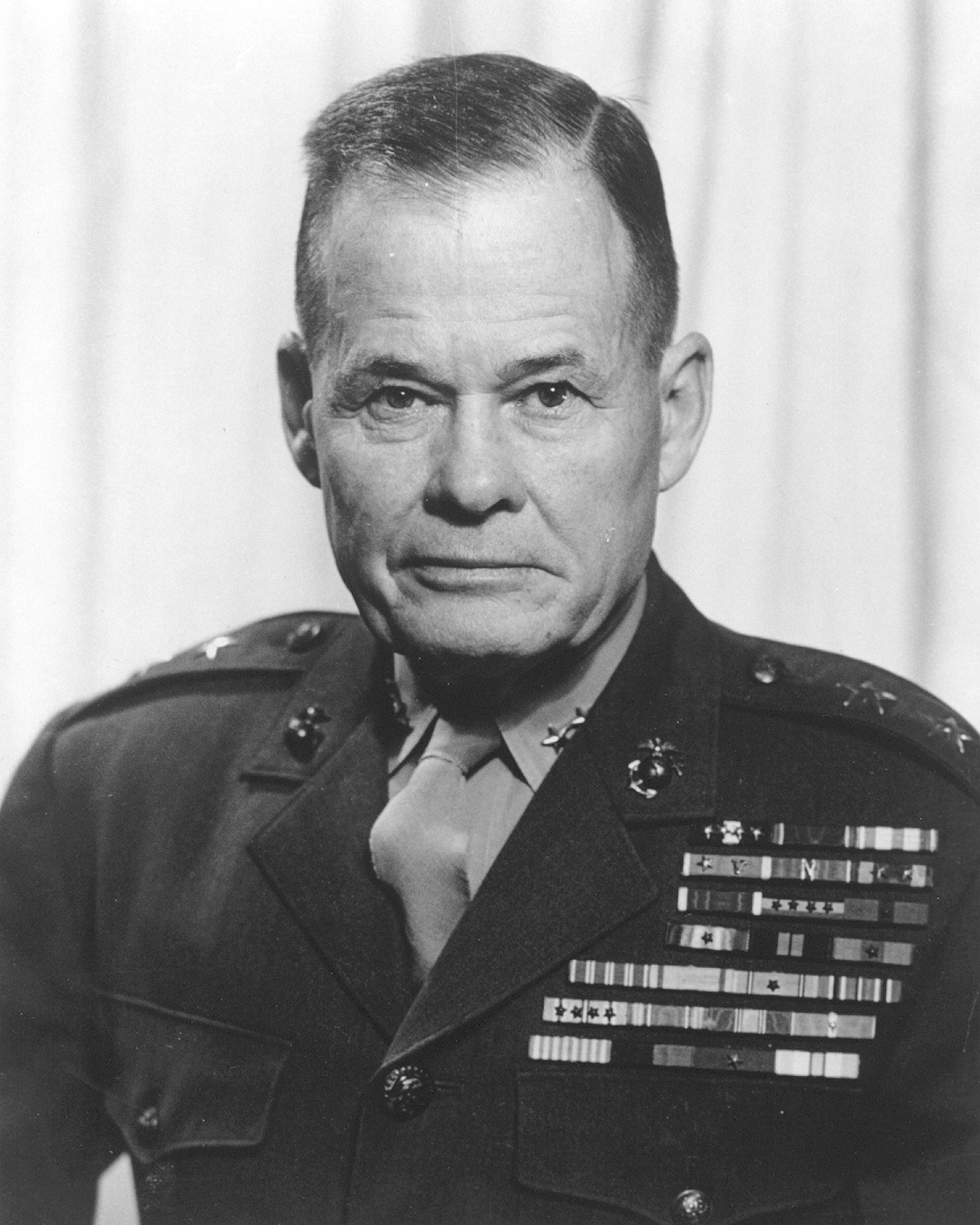
Lewis B. Puller (1898–1971)

- Puller, Michele (* 1948), italienisch-deutscher Unternehmer und Vorstandsvorsitzender
- Puller, Peter (* 1980), österreichischer Journalist und PR-Berater
- Pulles, Mariel Merlii (* 1998), estnische Skilangläuferin
- Pullet, Samuel (1770–1825), preußischer Generalmajor und zuletzt Oberbrigadier der 2. Ingenieurbrigade
- Pulley, James W. (1936–2008), deutscher Sänger
- Pulley, Natasha (* 1988), britische Autorin
- Pulley-Grein, Brigitte (* 1945), deutsche Schriftstellerin und Lyrikerin
- Pulleyblank, Edwin G. (1922–2013), kanadischer Sinologe und Professor
- Pulli, Kristian (* 1994), finnischer Leichtathlet
- Pulli, Pälvi (* 1971), finnisch-schweizerische Diplomatin
- Pulli, Pietro, italienischer Komponist
- Pulli, Pietro (1771–1842), italienischer Chemiker
- Pulli, Tommi (* 1992), finnischer Eisschnellläufer
- Pullia, Antonino (1935–2020), italienischer Physiker
- Pulliam, James (1863–1934), US-amerikanischer Politiker
- Pulliam, Keshia Knight (* 1979), US-amerikanische SchauspielerinKeshia Knight Pulliam (* 1979)

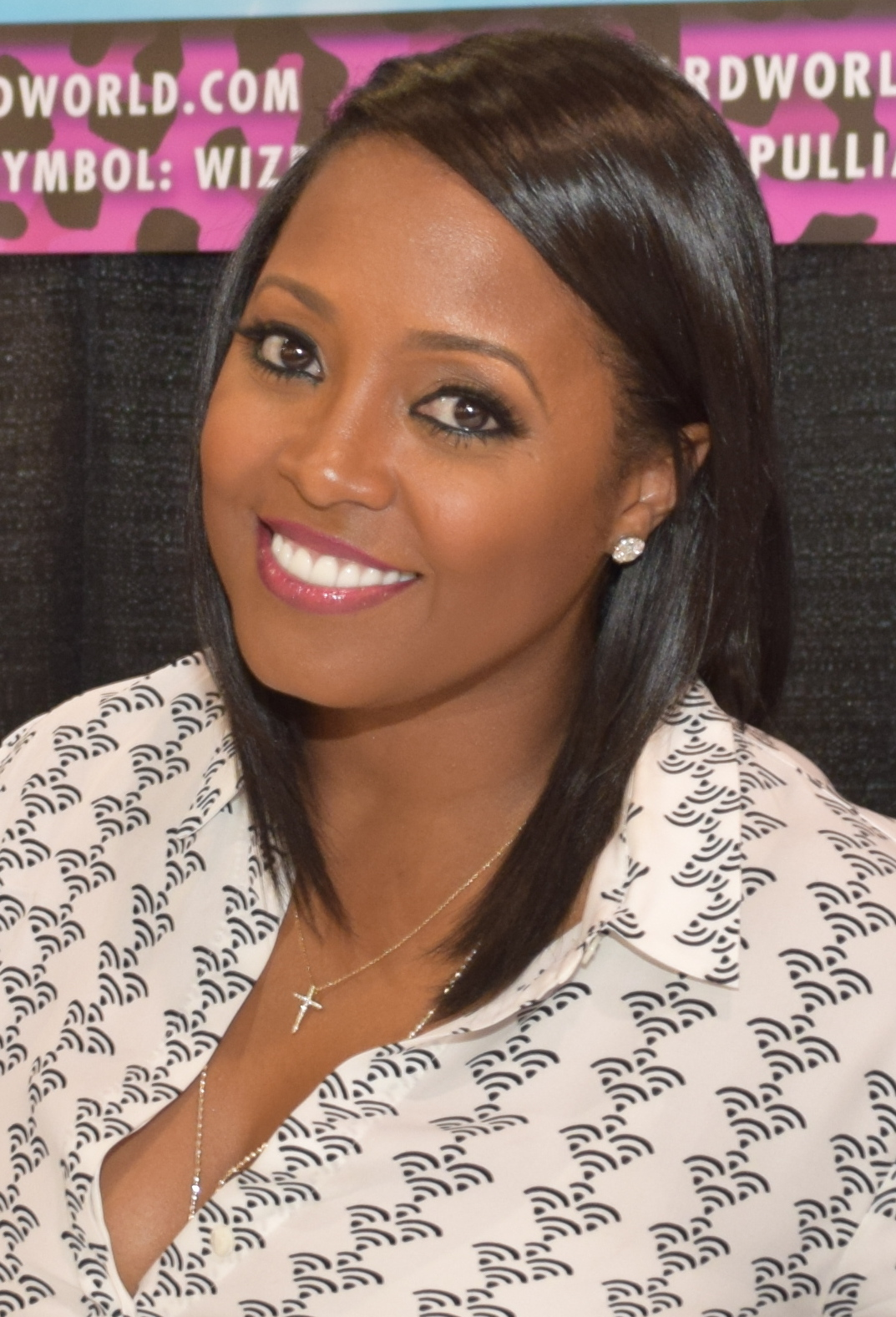
Keshia Knight Pulliam (* 1979)

- Pulliam, Nolan D. (1902–1963), US-amerikanischer Lehrer, Schulleiter, Offizier und Politiker
- Pullicino, George (* 1964), maltesischer Politiker
- Pullicino, Peter (* 1976), maltesischer Fußballspieler
- Pullig, Fritz (1887–1963), deutscher Luftfahrtpionier
- Pullin, Alex (1987–2020), australischer Snowboarder
- Pullin, Jorge (* 1963), argentinischer Physiker
- Pulling, Abbi (* 2003), britische Rennfahrerin
- Pulling, Mary Etheldred (1871–1951), englisch-neuseeländische Schuldirektorin, Schriftstellerin und Anachoretin
- Pulling, Patricia (1948–1997), US-amerikanische Aktivistin
- Pullinger, Dorothée (1894–1986), britische Ingenieurin
- Pullman, Alberte (1920–2011), französische Chemikerin
- Pullman, Bernard (1919–1996), französischer Chemiker
- Pullman, Bill (* 1953), US-amerikanischer SchauspielerBill Pullman (* 1953)

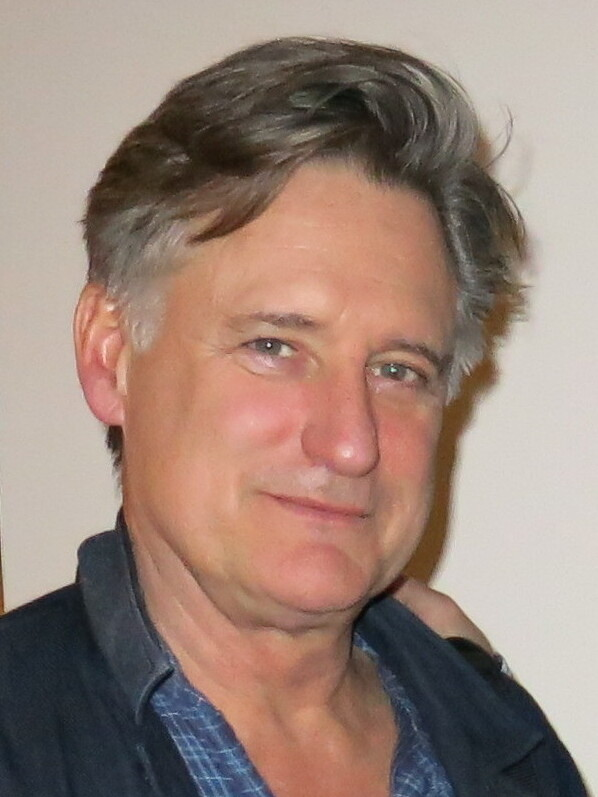
Bill Pullman (* 1953)

- Pullman, George Mortimer (1831–1897), US-amerikanischer Unternehmer und Erfinder
- Pullman, Lewis (* 1993), US-amerikanischer Schauspieler
- Pullman, Nigel (* 1947), britischer Journalist und Sheriff
- Pullman, Philip (* 1946), britischer Schriftsteller
- Pullman, Simon (1890–1942), polnischer Geiger und Dirigent
- Püllmann, Otto (* 1915), deutscher Bäcker, Brunnenbauer und Politiker (LDPD), MdV
- Pullo, Titus, römischer Centurio
- Püllöck, Adalbert (1907–1977), rumänischer Fußballspieler
- Pullois, Johannes († 1478), franko-flämischer Komponist und Sänger der frühen Renaissance
- Pullola, Emma (* 1996), finnische Leichtathletin
- Pulloppillil, Thomas (* 1954), indischer Geistlicher, Bischof von Bongaigaon
- Pullos, Haley (* 1998), US-amerikanische Schauspielerin
- Pullum, Geoffrey (* 1945), britisch-US-amerikanischer Linguist
- Pullum, Imani (* 2007), US-amerikanische Schauspielerin

### Pulm
- Pulman, Elizabeth (1836–1900), neuseeländische Fotografin
- Pulman, John (1923–1998), englischer Snookerspieler
- Pulmer, Hartmut (1908–1978), deutscher Jurist, SS-Obersturmbannführer und Gestapomitarbeiter

### Puln
- Pulnikow, Wolodymyr (* 1965), ukrainischer Radrennfahrer

### Pulo
- Pulock, Ryan (* 1994), kanadischer Eishockeyspieler
- Pulokas, Alfonsas (* 1952), litauischer Politiker, Mitglied des Seimas
- Pulone, Gianni (* 1943), italienischer Schauspieler

### Pulp
- Pulpeiro, Rodrigo (* 1967), argentinischer Kameramann und Regisseur
- Pulpit, Martin (* 1967), tschechischer Fußballspieler und -trainer

### Puls
- Puls, Abraham (1902–1975), niederländischer UnternehmerAbraham Puls (1902–1975)

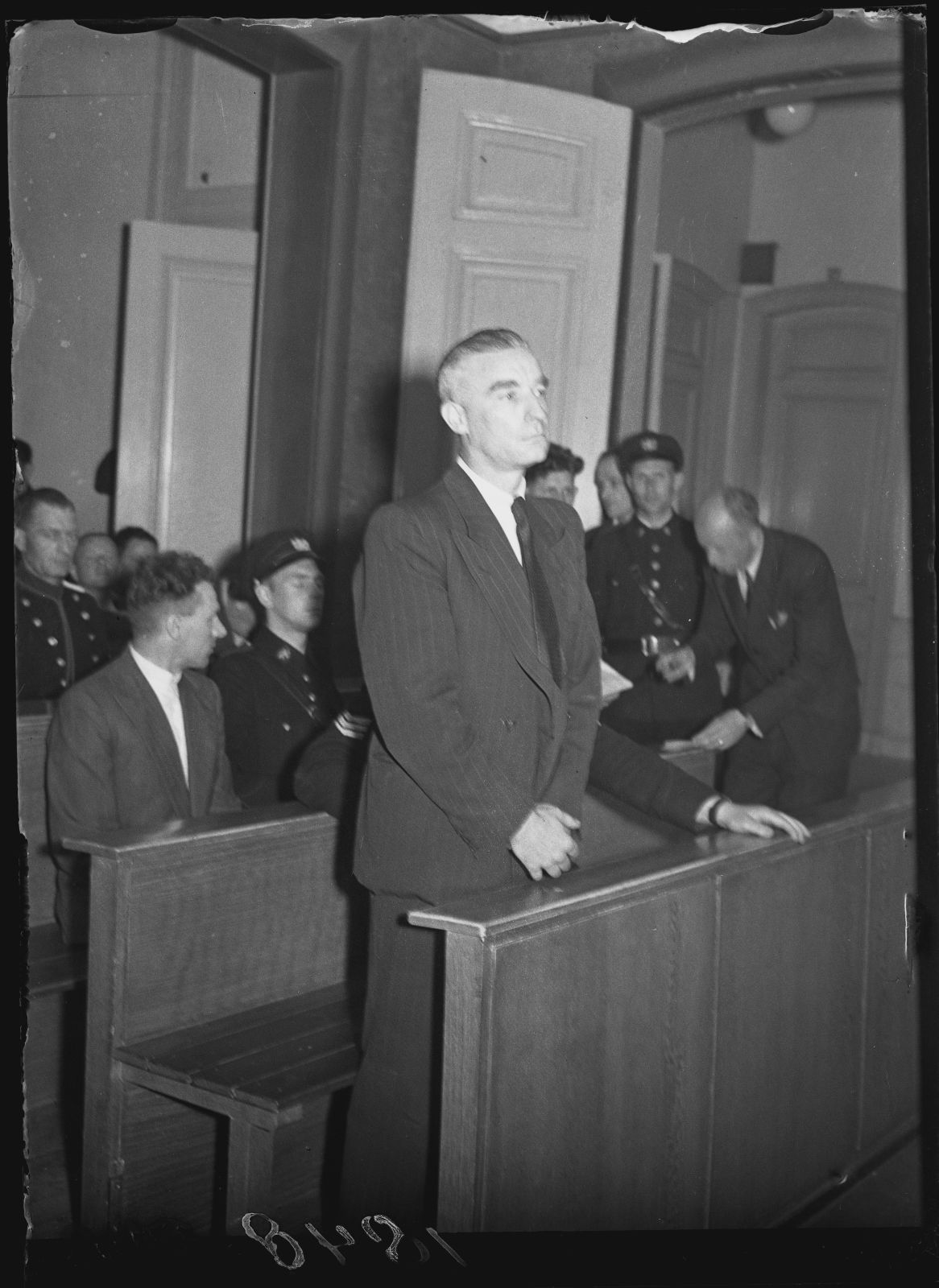
Abraham Puls (1902–1975)

- Puls, Christina (* 1973), deutsche Fußballspielerin
- Puls, Dierk (1913–1994), schleswig-holsteinischer Autor, Germanist
- Puls, Eduard (1840–1909), deutscher Kunstschmied
- Puls, Emil (1877–1941), deutscher Fotograf
- Puls, Gerd (1927–2013), deutscher Dirigent, Chorleiter und Generalmusikdirektor
- Puls, Gerd (* 1949), deutscher Schriftsteller, Maler und Grafiker
- Puls, Hans (1900–1968), deutscher Politiker (GB/BHE), MdL Bayern
- Puls, Hans (1914–1992), deutscher Musikwissenschaftler, Philosophie- und Sprachlehrer sowie ein Kirchenliederkomponist
- Puls, Hartmut (* 1941), deutscher Ringer
- Puls, Herbert, deutscher Architekt
- Puls, Karl (1898–1962), Pädagoge, Landwirt und Autor
- Puls, Klaus-Peter (* 1943), deutscher Politiker (SPD, parteilos), MdL
- Puls, Rudolf (1879–1950), deutscher Pädagoge, Verwaltungsbeamter und Politiker (SPD)
- Puls, Stephanie (* 1980), deutsche Journalistin und Fernsehmoderatorin
- Puls, Wiebke (* 1973), deutsche SchauspielerinWiebke Puls (* 1973)

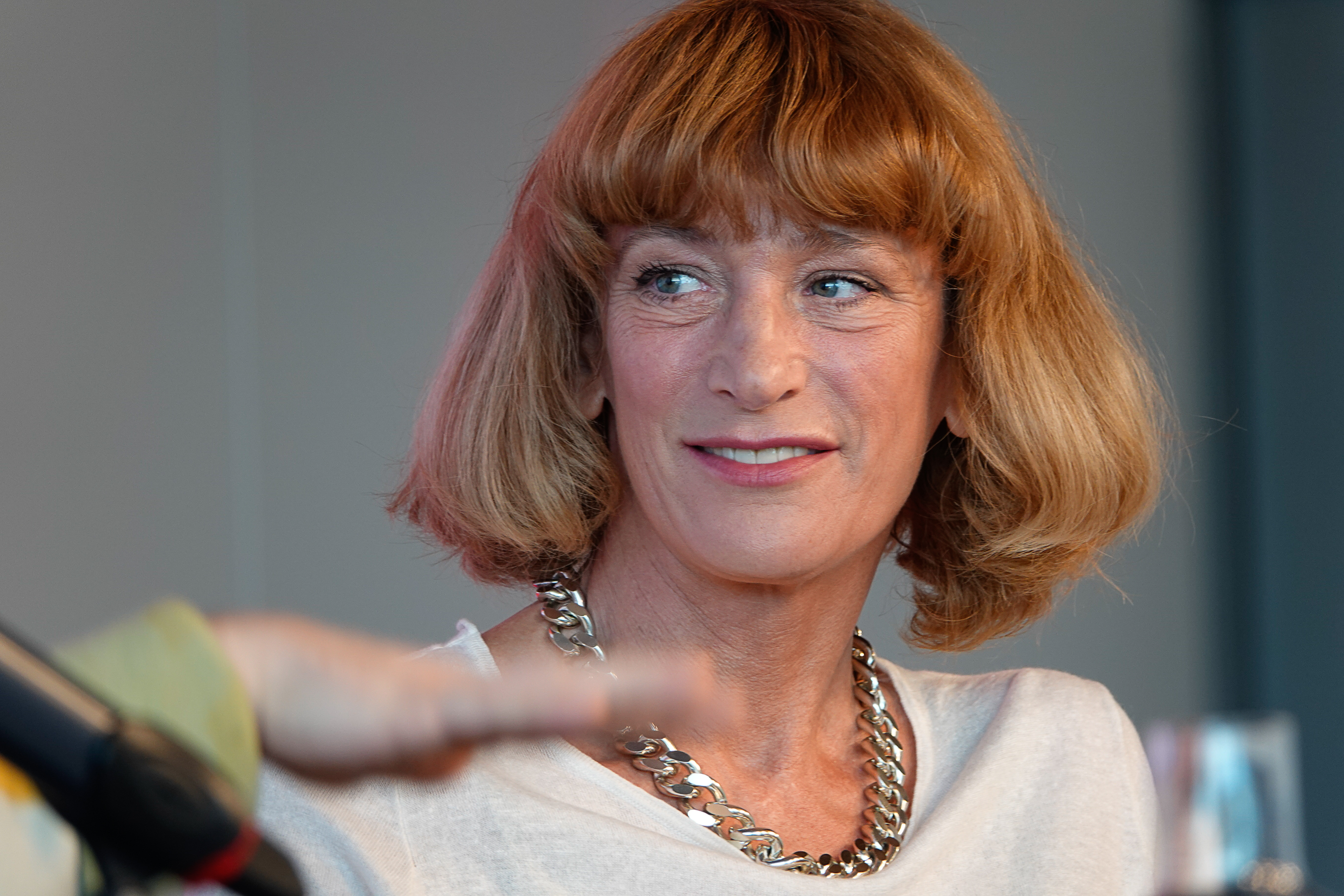
Wiebke Puls (* 1973)

- Puls, Willi Walter (1908–1980), deutscher Geograph
- Puls, Willy, deutscher Fußballspieler
- Puls, Zeliha (* 1997), deutsch-türkische Handballspielerin
- Puls-Janssen, Karl (* 1955), deutscher Politiker (GRÜNE), MdL
- Pulsedriver (* 1974), deutscher DJ und Musikproduzent
- Pulsfort, Matthias (* 1955), deutscher Bauingenieur und Geotechniker
- Pulsinger, Patrick (* 1970), österreichischer Musikproduzent, DJ und Labelbetreiber
- Pulsipher, Lindsay (* 1982), US-amerikanische Schauspielerin
- Pulsirivong, Sindhu (* 1936), thailändischer Billardfunktionär
- Pulskens, Coba (1884–1945), niederländische Widerstandskämpferin
- Pülsl, Franz (1875–1946), österreichischer Politiker (SDAP), Landtagsabgeordneter
- Pulst, Edda (* 1960), deutsche Wirtschaftsinformatikerin und Hochschullehrerin
- Pulszky, Ferenc (1814–1897), ungarischer Politiker, Jurist und Schriftsteller
- Pulszky, Therese (1819–1866), österreichisch-ungarische Schriftstellerin

### Pult
- Pult, Chasper (1869–1939), Schweizer Sprachwissenschaftler, Romanist, Lexikograf und Dichter
- Pult, Jon (1911–1991), Schweizer Romanist und Sprachpolitiker
- Pult, Jon (* 1984), Schweizer Politiker (SP)Jon Pult (* 1984)

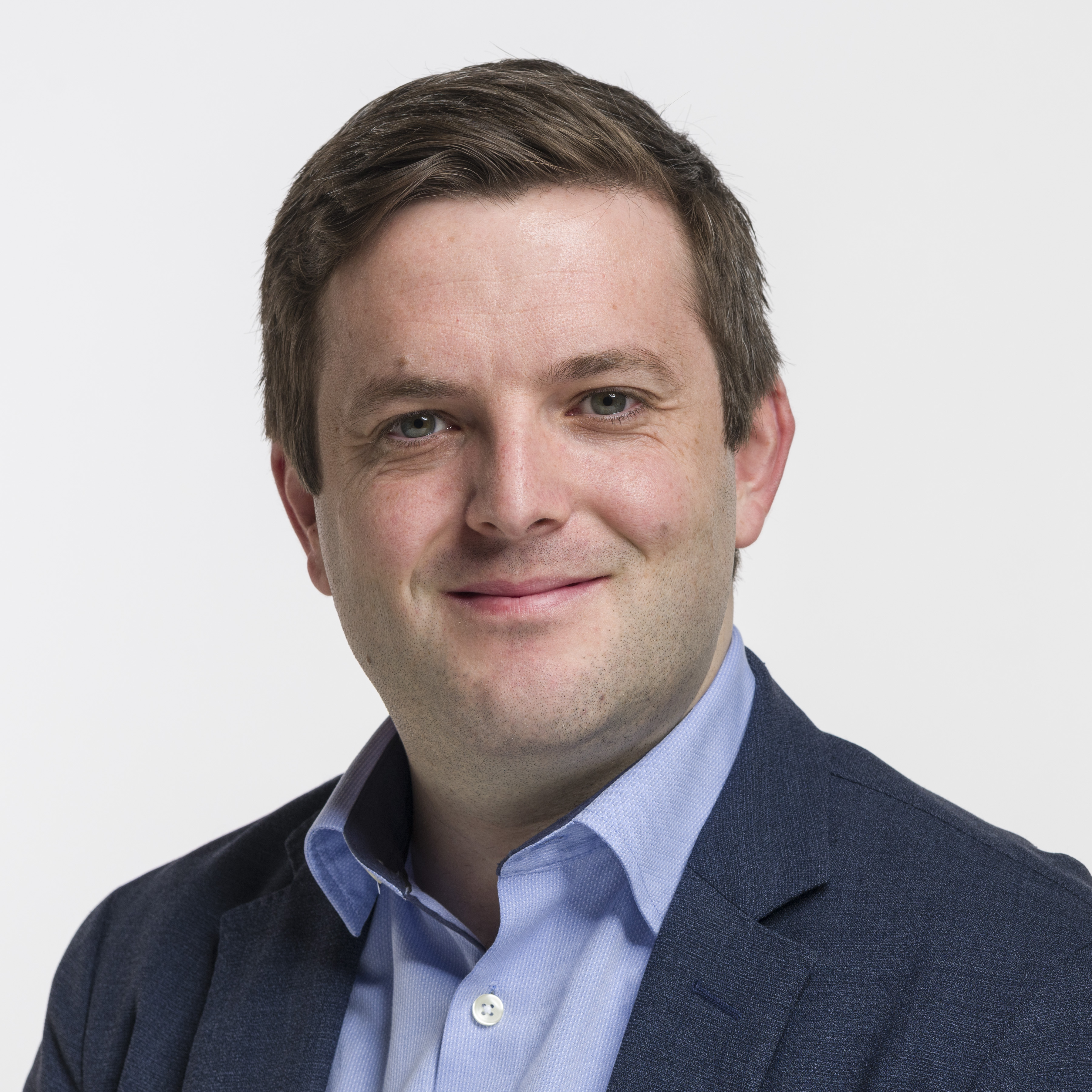
Jon Pult (* 1984)

- Pulte, Helmut (* 1956), deutscher Philosoph und Hochschullehrer
- Pulte, Matthias (* 1960), deutscher Theologe und Hochschullehrer
- Pulte, Peter (* 1947), deutscher Jurist und Hochschullehrer
- Pulteney, Laura (1766–1808), britische Adlige
- Pulteney, Richard (1730–1801), englischer Arzt und Botaniker
- Pulteney, William (1861–1941), britischer General und Gentleman Usher of the Black Rod
- Pulter, Dieter (* 1939), deutscher Fußballspieler
- Pultinevičius, Paulius (* 2001), litauischer Schachspieler
- Pultuce, etruskischer Keramikproduzent
- Pultz Melbye, Adam (* 1981), dänischer Jazz- und Improvisationsmusiker
- Pultz von Carlsen, Ulrich (1773–1863), großherzoglich hessischer Generalleutnant, Ehrenbürger der Stadt Offenbach am Main
- Pultz, Boone (* 1959), US-amerikanischer Boxer
- Pültz, Wilhelm (1901–1985), deutscher Schriftsteller

### Pulu
- Pulu, Toni (* 1989), US-amerikanischer Rugby-Union-Spieler
- Puluj, Johann (1845–1918), ukrainischer und österreichisch-ungarischer Physiker, Theologe und Publizist
- Puluj, Peter (1930–2017), österreichischer Kameramann
- Pululu, Afimico (* 1999), angolanisch-französischer Fußballspieler
- Pululu, Presley (* 2002), französischer Fußballspieler
- Pulusani, Sandeep (* 1988), US-amerikanischer Pokerspieler

### Pulv
- Pulvar, Audrey (* 1972), französische Rundfunkjournalistin und Politikerin
- Pulver, Bernhard (* 1965), Schweizer Politiker
- Pulver, Carmen (* 1995), Schweizer Fussballspielerin
- Pulver, Corinne (1927–2023), Schweizer Autorin, Dokumentarfilmerin und Journalistin
- Pulver, Elsbeth (1928–2017), Schweizer Germanistin, Literaturkritikerin und Publizistin
- Pulver, Hans (1902–1977), Schweizer Fussballtorhüter
- Pulver, Jeanne (* 1951), Schweizer Schauspielerin
- Pulver, Karl-Georg (1930–2019), deutscher Anästhesiologe
- Pulver, Lara (* 1980), britische Schauspielerin
- Pulver, Liselotte (* 1929), Schweizer SchauspielerinLiselotte Pulver (* 1929)

Liselotte Pulver (* 1929)

- Pulver, Max (1889–1952), Schweizer Psychologe, Graphologe und Autor
- Pulvermacher, Lucian (1918–2009), US-amerikanischer Kapuziner, Gegenpapst der True Catholic Church
- Pulvermacher-Egers, Lotte (1904–1986), deutsch-amerikanische Kunsthistorikerin
- Pulvermann, Eduard (1882–1944), deutscher Kaufmann und Springreiter
- Pulvermann, Heinz (1895–1972), deutschamerikanischer Industrieller
- Pulvermüller, Friedemann (* 1960), deutscher Linguist
- Pulvermüller, Nico (* 2000), deutscher Kampfsportler des Grapplings
- Pulvers, Albert (1868–1933), deutscher Politiker der SPD

### Pulw
- Pulwansa, Anjani (* 1992), sri-lankische Weitspringerin

### Pulz
- Pülz, Andreas (* 1960), österreichischer Archäologe
- Pulz, Christian (1944–2021), deutscher LGBT-Aktivist und Politiker (Bündnis 90/Die Grünen)
- Pulz, Fabian (* 1974), deutscher Jurist und Richter am Bundesfinanzhof
- Pulz, Ludwig von (1822–1881), österreichischer Feldmarschallleutnant
- Pulz-Debler, Steffi (* 1981), deutsche Politikerin (Die Linke), MdL
- Pulzer, Peter G. J. (1929–2023), britischer Historiker
- Pulzetti, Nico (* 1984), italienischer Fußballspieler
- Pülzl, Karl (1912–1986), österreichischer Politiker (SPÖ), Landtagsabgeordneter
- Pulzone, Scipione († 1598), italienischer Maler